# Jean-Jacques Favier
Jean-Jacques Favier (Kehl, 13 aprile 1949 – 19 marzo 2023) è stato un ingegnere e astronauta francese nato in Germania.

## Biografia
Nel 1996 ha partecipato come specialista di carico alla missione STS-78 dello Space Shuttle Columbia.